# Sogment
Sogment (kirgisisch Согмент) ist ein Dorf in Kirgisistan mit 2300 Einwohnern (Stand 2023).

## Geographie
Das Dorf liegt im Rajon Batken des Oblus Batken. Es ist der Landgemeinde Kyschtut untergeordnet. Das Dorf liegt im zentralen Teil des Rajon. Die nächsten Dörfer sind Tscharbak und Gas. Es befindet sich in einer Entfernung von etwa 27 Kilometern (Luftlinie) südöstlich der Stadt Batken, dem Verwaltungszentrum des Rajon und des Oblus.

## Bevölkerung
| Jahr | Einwohner |
| ---- | --------- |
| 2009 | 1832      |
| 2015 | 2332      |
| 2023 | 2300      |

Anmerkung: 2009 Volkszählungsdaten, 2015–2023 Fortschreibung